# Емстек
Емстек (нім. Emstek) — сільська громада в Німеччині, розташована в землі Нижня Саксонія. Входить до складу району Клоппенбург.
Площа — 108,13 км2. Населення становить 12 351 ос. (станом на 31 грудня 2021).